# لطیف یحیی
لطیف یحیی (عربی: لطيف يحيى؛ ۱۴ ژوئن ۱۹۶۴) نویسنده، وبلاگ‌نویس اهل عراق است. گفته می‌شد او بدل عدی صدام حسین پسر صدام حسین بود.

## بدل عدی صدام حسین
او ۴ روز قبل از عدی متولد شد. در ۲۳ سالگی و در زمان جنگ ایران و عراق، به کاخ ریاست جمهوری احضار شد. علت احضار او این بود که عدی به خاطر آورد که همکلاسی‌هایشان در دوران مدرسه، درمورد شباهت بین این دو همیشه حرف می‌زدند. به یحیی اطلاع داده شد که او باید به عنوان فدایی عدی (بدل) تبدیل شود تا هر زمان که وضعیت خطرناکی پیش‌بینی شد، به جای عدی حاضر شود. یحیی در ابتدا از انجام کار خودداری کرد و متعاقباً در سلول انفرادی قرار گرفت. پس از زندانی شدن، لطیف توافق کرد که بدل عدی شود. او به مدت شش ماه برای تقلید از الگوهای گفتاری و رفتاری عدی آموزش دید. وی تحت عمل جراحی و دندانپزشکی قرار گرفت تا جلوه‌های ظاهری آنها بیشتر شود. در طول حمله عراق به کویت، یحیی به عنوان تقویت کننده روحیه نیروهای عراقی مورد استفاده قرار گرفت و به بصره فرستاده شد تا به عنوان عدی برای دیدار با سربازان حضور یابد. پس از به‌ وجود آمدن اختلافات با عدی، گریخت و در سال ۱۹۹۲ در اتریش پناهنده شد. در سال ۱۹۹۵، پس از مورد حمله قرار گرفتن در اتریش، به لندن مهاجرت کرد.

موضوع فیلم بدل شیطان، روایتگر این داستان است.